# Constantin (Costin) Rădulescu
Constantin (Costin) Rădulescu (n. 23 februarie 1932, București – d. 2002) a fost un speolog și paleontolog român, membru corespondent al Academiei Române.